# Капусински, Ричард
Ричард Капусински (англ. Richard Kapuscinski, имя при рождении Роман Капущиньский, пол. Roman Kapuściński; 5 июля 1921, Милуоки — 17 мая 1991 года, Оберлин) — американский виолончелист и музыкальный педагог.
Сын польского эмигранта, обосновавшегося в США в 1905 году. Начал играть на виолончели дома, на инструменте, который случайно нашёл его брат. В 15-летнем возрасте устроился переписчиком нот в систему Управления общественных работ (для несовершеннолетнего Капусински было сделано исключение, поскольку его безработный отец был слишком болен, чтобы работать), и это занятие стало для него первым шагом в мир профессиональной музыки.
Учился в Кливленде у Леонарда Роуза, затем в 1940—1943 гг. в Кёртисовском институте у Феликса Салмонда. В студенческие годы был первой виолончелью одного из филадельфийских оперных театров. С 1943 г., вернувшись в Кливленд, играл в Кливлендском оркестре.
В 1948 г. перебрался в Балтимор. Выступал в составе Ласалль-квартета в 1951—1955 гг., лидер квартета Вальтер Левин характеризует Капусински как блестящего исполнителя, мгновенно осваивавшего всё новое. Одновременно преподавал в Консерватории Пибоди. Затем на протяжении 11 сезонов играл в Бостонском симфоническом оркестре, участвовал в различных бостонских музыкальных проектах, некоторое время возглавлял Бостонское общество современной музыки. В 1966—1967 гг. принял участие в программе обмена музыкантами между Бостонским симфоническим и Токийским филармоническим оркестрами, инициированной дирижёром Сэйдзи Одзавой: на протяжении целого сезона играл в составе японского коллектива, а также неформальным образом преподавал английский язык коллегам по оркестру.
По возвращении в США в 1967 г. Капусински в большей степени посвятил себя педагогической деятельности, преподавая в Оберлинском колледже; среди его учеников, в частности, Стивен Иссерлис. Обозревая мемориальный концерт, данный учениками Капусински спустя полгода после его смерти, газета Boston Globe отмечала:

Капусински должен был быть весьма замечательным учителем, чтобы воспитать таких учеников и вызвать такую верность.

В то же время освобождение от работы в оркестре позволило Капусински проявить себя в качестве солиста: так, в 1971 г. он дал концерт в Карнеги-холле, заслужив от критика Питера Дэвиса оценку «исполнителя-интеллектуала»